# Frank Gaines Harris
Frank Gaines Harris (* 25. April 1871 in Columbia, Missouri; † 30. Dezember 1944 ebenda) war ein US-amerikanischer Politiker. Zwischen 1933 und 1944 war er Vizegouverneur des Bundesstaates Missouri.

## Werdegang
Frank Harris besuchte die Kirksville Normal School, die heutige Truman State University. Nach einem anschließenden Jurastudium an der University of Missouri und seiner 1898 erfolgten Zulassung als Rechtsanwalt begann er in Columbia in diesem Beruf zu arbeiten. Für einige Zeit war er Polizeirichter sowie von 1903 bis 1909 Bezirksstaatsanwalt im Boone County. Politisch schloss er sich der Demokratischen Partei an. Er war zunächst Abgeordneter im Repräsentantenhaus von Missouri und saß dann im Staatssenat.
1932 wurde Harris an der Seite von Guy Brasfield Park zum Vizegouverneur von Missouri gewählt. Dieses Amt bekleidete er nach zwei Wiederwahlen zwischen dem 9. Januar 1933 und seinem Tod am 30. Dezember 1944. Dabei war er Stellvertreter des Gouverneurs und Vorsitzender des Staatssenats. Zwischen 1937 und 1941 diente er unter dem neuen Gouverneur Lloyd C. Stark und danach unter dessen Nachfolger Forrest C. Donnell. Bis heute hält er den Amtszeitrekord der Vizegouverneure von Missouri. Mit seiner Frau Grace hatte Frank Harris drei Kinder.